# Хтіломінло
Хтіломінло (*бірм. ထီးလိုမင်းလို; 4 лютого 1175 —19 липня 1235) — 8-й володар Паганського царства у 1211—1235 роках.

## Життєпис
Молодший син Кансу II та його дружини Соу М'я Кан.  Народився 1175 року в м. Паган. При народженні звався Надаунгм'я. Виховувався в буддійському дусі. Після смерті батька у 1211 році, який не призначив офіційного спадкоємцям, згідно хронік разом з 4 своїми братами (його зведені брати були молодші за нього.) вирішили, що той, до якого похилиться царська парасолька (символ влади), стане володарем. Ним виявився Надаунгм'я. За це він отримав ім'я Хтіломінло («Той, на якого вказала парасолька»), під яким став відомий в історії.
Невдовзі придушив заколот братів Пьмкхі та Оінгаїкан, до яких доєднався син Часва. Усіх очільників повстання, окрім останнього, було страчено. Відмовився від командування армією та залишив повсякденні справи раді амантів (міністрів). Подальше його панування було загалом мирним, за винятком одного повстання на північ від Тагаунга, яке було придушене
Зосередив свою енергію на релігії та будівництві храмів. Був останнім із фундаторів храмів, хоча більшість його храмів були у віддалених країнах, а не в центральному регіоні, що відображає погіршення стану скарбниці. Він завершив будівництво величного храму Гавдавпалін, розпочатого його батьком, побудував храм Махабодхі (копію храму з Бодх-Гаї), і Храм Хтіломінло, названий на його честь. Водночас намагався обмежити зростання неоподатковуваного багатства монастирів, що перетворилися на державу в державі. Проте не досяг успіхів, наслідком чого стало зменшення податків від землеробів. Цим втратив ресурси, необхідні для збереження лояльності придворних і військовослужбовців, що відчули його спадкоємці.
Водночас за його панування відбувся розкол у буддійській сангхі. Він йшов знизу, зумовлювався невдоволенням народу та пересічних ченців збагаченням вищого духовенства. Багато ченців вирушали в ліси, де ставали аскетами. Невдовзі утворюються цілі монастирі лісових ченців, які постають як могутня організація, здатна суперничати з армією ченців та найбагатшими монастирями Пагана.
Усі хроніки свідчать, що його спадкоємцем став його син Часва, післятогояк інший його син Наратейнга Узана (інколи значиться як Узана I), що був співволодарем з 1231 року, загинув 1235 року під час полювання на слонів. Невдовзі помер й Хтіломінло.